# Qui finisce l'Italia
Qui finisce l'Italia è un documentario del 2010 diretto da Gilles Coton, ispirato al libro reportage La lunga strada di sabbia di Pier Paolo Pasolini, scritto nel 1959 ma pubblicato solo nel 1998.

## Trama
Il regista percorre lo stesso itinerario di Pasolini lungo tutte le coste italiane partendo da Ventimiglia, scendendo lungo la costa tirrenica, risalendo per quella adriatica per giungere fino a Trieste, e ne trae spunto per descrivere contraddizioni e trasformazioni sociali a 50 anni di distanza. Il film è distribuito in Italia da Cineagenzia.
Coton alterna momenti descrittivi con citazioni del testo originale di Pasolini con musiche e voci di altri intellettuali come Claudio Magris, Massimo Cacciari e Mario Monicelli, o quelle di passanti e immigrati.